# Энн Вудворд
Энн Вудворд (англ. Ann Woodward, урождённая Эванджелин Люсиль Кроуэлл (англ. Evangeline Lucille Crowell), 12 декабря 1915, Питсберг, Канзас — 10 октября 1975, Верхний Ист-Сайд, Нью-Йорк) — американская светская львица, танцовщица, модель и радиоактриса.

## Биография
Эванджелин Люсиль Кроуэлл родилась 12 декабря 1915 года в Питсберге, штат Канзас, в семье кондуктора трамвая и отставного военного офицера М. Джесси Кроуэлла, кондуктора трамвая и его супруги. В юности она переехала в Канзас-Сити, где в течение года посещала местный колледж, и в то же время сменила имя на Энн Иден. В 1937 году, желая стать моделью и актрисой, она переехала в Нью-Йорк, где подписала контракт с модельным агентством Джона Роберта Пауэрса. Благодаря этому она получила работу радиоактрисы, и в 1940 году была признана «Самой красивой девушкой на радио».
Помимо работы на радио, Иден выступала в качестве танцовщицы в нью-йоркском ночном клубе «FeFe’s Monte Carlo», где познакомилась с состоятельным банкиром Уильямом Вудвордом-старшим, занимавшим пост председателя холдинговой компании «Central Hanover Bank & Trust». Некоторые источники утверждали, что она стала его любовницей, однако вскоре за ней стал ухаживать его сын Уильям Вудворд-младший. В 1943 году она вышла за него замуж в Мемориальной епископальной церкви Святого Луки в Такоме, штат Вашингтон.
Высшее общество Нью-Йорка отнеслось к этому браку неоднозначно, и поначалу избегало всяческих контактов с Вудворд. Также против этого брака всячески возражала её свекровь Элизабет Огден Крайдер Вудворд. Несмотря на это, по прошествии времени, Энн Вудворд была принята в высшие круги светского общества и стала видной светской львицей. От супруга она родила двух сыновей — Уильяма Вудворда III и Джеймса Вудворда. Брак при этом оказался несчастливым, и у супругов была череда романов на стороне. В 1947 году Уильям Вудворд-младший подал прошение о разводе, но супруга ответила отказом.

## Стрельба, последствия и самоубийство
В конце 1955 года в районе Ойстер-Бей на Лонг-Айленде, где жили Вудворды, произошла серия краж со взломом. 30 октября 1955 года Энн Вудворд с мужем вернулись в свой загородный дом после вечеринки, устроенной Флоренс Такер Бейкером в честь герцога и герцогини Виндзорских, и разошлись по отдельным спальням. Той же ночью Энн Вудворд убила своего супруга, дважды выстрелив в него из дробовика, приняв за грабителя. Обвинение в убийстве ей не было предъявлено, а большое жюри округа Нассо сочло это происшествие несчастным случаем. Данное событие широко освещалось в средствах массовой информации, сделав Вудворд знаменитостью, а журнал «Life» назвал это убийство «стрельбой века». Хотя Вудворд так и не предъявили обвинений в убийстве, высшее общество Нью-Йорка избегало её всю оставшуюся жизнь.
В 1975 году Трумен Капоте опубликовал в журнале «Esquire» отрывки из своего неоконченного романа «Услышанные молитвы». Персонажи романа были основаны на реальных знакомых автора, которые были видными светскими фигурами того времени. В романе рассказывалось о скандалах и проблемах в жизни Уильяма Пейли, Бэйб Пейли, Хэппи Рокфеллер, Глории Вандербильт и Энн Вудворд. Предстоящая публикация романа спровоцировала волну шока и гнева знакомых Капоте, которые узнали в себе тонко завуалированных персонажей. В романе, например, был персонаж по имени Энн Хопкинс, авантюристки и двоемужнецы, которая стреляет в своего мужа, и автор при этом намекает, что это было убийство. Не смирившись с этим скандалом, Энн Вудворд покончила с собой, приняв цианид. Её тело было обнаружено 10 октября 1975 года в её квартире на Пятой авеню. Прощание с Вудворд прошло в епископальной церкви святого Джеймса в Верхнем Ист-Сайде. Похоронена в кладбище Вудлон в Бронксе.
Её свекровь следующим образом отозвалась о её смерти: «Она застрелила моего сына, а Трумен только что убил её, и теперь, я полагаю, нам больше не придется об этом беспокоиться». Впоследствии оба сына Вудворд также покончили жизнь самоубийством: Джеймс в 1976 году и Уильям в 1999 году.
В 2024 году в сериале «Вражда: Капоте против Лебедей» роль Энн Вудворд исполнила Деми Мур.